# Дельта Рака
Дельта Рака (δ Рака, лат. Delta Cancri) — двойная звезда, которая находится в созвездии Рака. Система удалена от нас на расстоянии приблизительно 136 световых лет. δ Рака имеет собственное название — Азеллюс Аустралис, что в переводе с латинского означает «Южный осёл».
Звезда δ Рака Аа — оранжевый гигант класса К. δ Рака В — визуальный компонент со звёздной величиной 12.2.
При наблюдении с Земли δ Рака вместе со звездой γ и скоплением Ясли (M44) составляет астеризм Ослята и Ясли.